# Léouville
Léouville és un municipi francès, situat al departament del Loiret i a la regió de Centre – Vall del Loira. L'any 2007 tenia 64 habitants.

## Demografia

### Població
El 2007 la població de fet de Léouville era de 64 persones. Hi havia 24 famílies, de les quals 4 eren unipersonals (4 homes vivint sols), 12 parelles sense fills i 8 parelles amb fills.
La població ha evolucionat segons el següent gràfic:
Habitants censats

### Habitatges
El 2007 hi havia 36 habitatges, 25 eren l'habitatge principal de la família, 7 eren segones residències i 3 estaven desocupats. 34 eren cases i 2 eren apartaments. Dels 25 habitatges principals, 23 estaven ocupats pels seus propietaris i 2 estaven llogats i ocupats pels llogaters; 1 tenia una cambra, 6 en tenien tres, 6 en tenien quatre i 13 en tenien cinc o més. 22 habitatges disposaven pel capbaix d'una plaça de pàrquing. A 13 habitatges hi havia un automòbil i a 12 n'hi havia dos o més.

### Piràmide de població
La piràmide de població per edats i sexe el 2009 era:
| Homes | Edats   | Dones |
| ----- | ------- | ----- |
| 0     | 95 o +  | 0     |
| 0     | 90 a 94 | 0     |
| 0     | 85 a 89 | 0     |
| 0     | 80 a 84 | 4     |
| 0     | 75 a 79 | 0     |
| 0     | 70 a 74 | 0     |
| 0     | 65 a 69 | 4     |
| 0     | 60 a 64 | 0     |
| 4     | 55 a 59 | 0     |
| 4     | 50 a 54 | 8     |
| 0     | 45 a 49 | 0     |
| 8     | 40 a 44 | 0     |
| 0     | 35 a 39 | 4     |
| 0     | 30 a 34 | 0     |
| 0     | 25 a 29 | 4     |
| 0     | 20 a 24 | 0     |
| 0     | 15 a 19 | 8     |
| 4     | 10 a 14 | 0     |
| 0     | 5 a 9   | 0     |
| 0     | 0 a 4   | 0     |

## Economia
El 2007 la població en edat de treballar era de 38 persones, 30 eren actives i 8 eren inactives. De les 30 persones actives 27 estaven ocupades (14 homes i 13 dones) i 3 estaven aturades (3 homes). De les 8 persones inactives 4 estaven jubilades, 1 estava estudiant i 3 estaven classificades com a «altres inactius».
Activitats econòmiques
Dels 2 establiments que hi havia el 2007, 1 era d'una empresa de construcció i 1 d'una empresa de comerç i reparació d'automòbils.
L'any 2000 a Léouville hi havia 8 explotacions agrícoles.

## Poblacions més properes
El següent diagrama mostra les poblacions més properes.